# 白虎 (キックボクサー)
白虎（はくと、1980年2月4日 - ）は、日本の男性キックボクサー。新潟県出身。Ranger品川GYM所属。

## 来歴
2005年2月26日、NKBウェルター級王座決定戦で瀬尾尚弘と対戦し、KO勝ちを収め、NKBウェルター級王者となった。
K-1出場を目指し、王座を返上し、新潟ピコイから東京のRanger品川GYMへ移籍。リングネームを魄人（はくと）から白虎に改名。
2005年10月12日、K-1 WORLD MAXに初出場を果たした。
2005年12月18日、「R.I.S.E. DEAD OR ALIVE TOURNAMENT '05」に出場。1回戦で龍二に判定勝ち、準決勝で寒川直喜にKO勝ちしたものの、決勝でTATSUJIにKO負け。準優勝に終わった。
2006年7月8日、「MOVE ON！Kings!! Vol.0」で飯伏幸太とスタンディングエキシビションマッチを行った。
2008年2月24日、K-1 ASIA MAX 2008 IN SEOULで行われたアジアトーナメントに出場。1回戦でK.MAXと対戦し、1Rに右ストレートでKO負け。この試合で右目を負傷した。
2008年5月23日、アマラ忍が主催したモンゴルでの格闘技イベント「IMPERIAL」第2回興行で、アマラ忍とエキシビションマッチを行った。
2010年5月27日、Krush初参戦となったKrush.7で渡辺雅和と対戦し、0-2の判定負けを喫した。
2010年8月14日、Krush.9で吉川英明と対戦し、0-3の判定負けを喫した。

## 戦績
| キックボクシング 戦績 | キックボクシング 戦績 | キックボクシング 戦績 | キックボクシング 戦績 | キックボクシング 戦績 | キックボクシング 戦績 | キックボクシング 戦績 |
| --------------------- | --------------------- | --------------------- | --------------------- | --------------------- | --------------------- | --------------------- |
| 29 試合               | (T)KO                 | 判定                  | その他                | 引き分け              | 無効試合              |                       |
| 15 勝                 | 7                     |                       |                       | 0                     | 0                     |                       |
| 14 敗                 |                       |                       |                       | 0                     | 0                     |                       |

| 勝敗 | 対戦相手                     | 試合結果                                | 大会名                                                                                       | 開催年月日     |
| ×    | 吉川英明                     | 3R終了 判定0-3                          | Krush.9                                                                                      | 2010年8月14日  |
| ×    | 渡辺雅和                     | 3R終了 判定0-2                          | Krush.7                                                                                      | 2010年5月27日  |
| ×    | 中村高明                     | 2R 2:43 KO（右膝蹴り）                  | 全日本キックボクシング連盟「ALL or NOTHING」                                                 | 2008年10月17日 |
| ×    | 江口真吾                     | 4R終了時 TKO（額カット）                | 全日本キックボクシング連盟「Reverse×Rebirth」                                                | 2008年7月26日  |
| ×    | K.MAX                        | 1R 1:20 KO（右ストレート）              | K-1 ASIA MAX 2008 IN SEOUL 【アジアトーナメント 1回戦】                                      | 2008年2月24日  |
| ×    | 望月竜介                     | 2R 1:47 KO（右ローキック）              | 全日本キックボクシング連盟「New Year Kick Festival 2008」 【70'sトーナメント 決勝】          | 2008年1月4日   |
| ○    | 山内裕太郎                   | 延長R終了 判定2-1                       | 全日本キックボクシング連盟「New Year Kick Festival 2008」 【70'sトーナメント 準決勝】        | 2008年1月4日   |
| ○    | クリストフ・プルボー         | 2R 0:48 KO（3ノックダウン：パンチ連打） | 全日本キックボクシング連盟「70's」 【70'sトーナメント 1回戦】                                | 2007年11月18日 |
| ×    | クンタップ・ウィラサクレック | 1R 1:42 KO（左ミドルキック）            | M-1「120th ANNIVERSARY OF JAPAN-THAILAND」                                                   | 2007年9月24日  |
| ×    | 名城裕司                     | 2R 2:46 KO（3ノックダウン：パンチ連打） | K-1 WORLD MAX 2007 〜世界一決定トーナメント開幕戦〜 【オープニングファイト】                 | 2007年6月28日  |
| ×    | 我龍真吾                     | 5R終了 判定0-3                          | M-1 FAIRTEX SINGHA BEER ムエタイチャレンジ 「BATTLES OF FATE 2007」【M-1ミドル級王座決定戦】 | 2007年3月4日   |
| ×    | ゴーンナコーン・ポーワイヤユ | 3R TKO（肘打ち）                        | スックムエタイ・タイティーウィー・フェーテック                                               | 2006年12月21日 |
| ×    | 山内裕太郎                   | 5R 1:23 KO（右ローキック）              | 全日本キックボクシング連盟 "CUB☆KICK'S 3days" 1st「AJ NIGHT 〜Tradition〜」                  | 2006年10月7日  |
| ○    | 磨裟留                       | 3R終了 判定3-0                          | R.I.S.E. FLASH to CRUSH TOURNAMENT '06                                                       | 2006年6月25日  |
| ○    | 金狼正巳                     | 2R終了 判定3-0                          | 新日本キックボクシング協会「TITANS 3rd」【オープニングファイト】                             | 2006年4月28日  |
| ○    | 新田明臣                     | 3R終了 判定3-0                          | R.I.S.E. G-BAZOOKA TOURNAMENT '06                                                            | 2006年3月26日  |
| ×    | 白須康仁                     | 3R終了 判定0-3                          | K-1 WORLD MAX 2006 〜日本代表決定トーナメント〜 【リザーブファイト】                         | 2006年2月4日   |
| ×    | TATSUJI                      | 1R 2:11 KO（右ローキック）              | R.I.S.E. DEAD OR ALIVE TOURNAMENT '05 【決勝】                                               | 2005年12月18日 |
| ○    | 寒川直喜                     | 2R 2:00 KO（2ノックダウン：パンチ連打） | R.I.S.E. DEAD OR ALIVE TOURNAMENT '05 【準決勝】                                             | 2005年12月18日 |
| ○    | 龍二                         | 3R終了 判定2-1                          | R.I.S.E. DEAD OR ALIVE TOURNAMENT '05 【1回戦】                                              | 2005年12月18日 |
| ×    | 濱崎一輝                     | 3R 2:30 KO（パンチ連打）                | K-1 WORLD MAX 2005 〜世界王者対抗戦〜 【フレッシュマンファイト】                             | 2005年10月12日 |
| ○    | 瀬尾尚弘                     | 4R 2:45 KO（3ノックダウン：フック連打） | 日本キックボクシング連盟「2005 叛乱シリーズ」 【NKBウェルター級王座決定戦】                  | 2005年2月26日  |
| ○    | 若生浩次                     | 5R終了 判定3-0                          | 日本キックボクシング連盟「2004 怒濤シリーズ」                                                | 2004年10月23日 |
| ○    | 藤城健一                     | 5R 2:58 KO                              | 日本キックボクシング連盟「2004 怒濤シリーズ 中川裕也引退試合」                               | 2004年4月24日  |
| ○    | 飯塚英史                     | 3R終了 判定3-0                          | 日本キックボクシング連盟「2004 怒濤シリーズ」                                                | 2004年2月14日  |
| ○    | 梅鉢善弘                     | 2R 2:46 KO（タオル投入）                | 日本キックボクシング連盟「2003 首領底シリーズ ファイナル」                                   | 2003年12月13日 |
| ○    | 菊池宣顕                     | 3R終了 判定3-0                          | 日本キックボクシング連盟「2003 首領底シリーズ」                                              | 2003年10月25日 |

## 獲得タイトル
- 第4代NKBウェルター級王座
- R.I.S.E. DEAD OR ALIVE TOURNAMENT '05 準優勝
- 全日本キックボクシング連盟 70'sトーナメント 準優勝